# Diadasia palmarum
Diadasia palmarum är en biart som beskrevs av Timberlake 1940. Diadasia palmarum ingår i släktet Diadasia och familjen långtungebin. Inga underarter finns listade i Catalogue of Life.